# Götaland

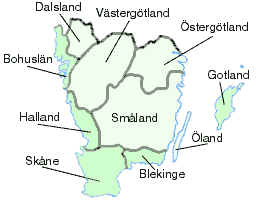
krainy Götalandu

Götaland (w polskiej nomenklaturze nazywany także Gotalandia oraz Gotlandia; ta ostatnia nazwa jest myląca ze względu na istnienie szwedzkiej wyspy Gotlandia) – historyczna kraina w południowej Szwecji. Od północy graniczy ze Svealandią, od której dawniej była oddzielona puszczami Tiveden, Tylöskog i Kolmården. 

## Historyczne krainy
W skład Götalandu wchodzi 10 mniejszych krain:
- Blekinge
- Bohuslän
- Dalsland
- Gotlandia
- Halland
- Olandia
- Östergötland
- Smalandia
- Skania
- Västergötland